# Cosmos 238

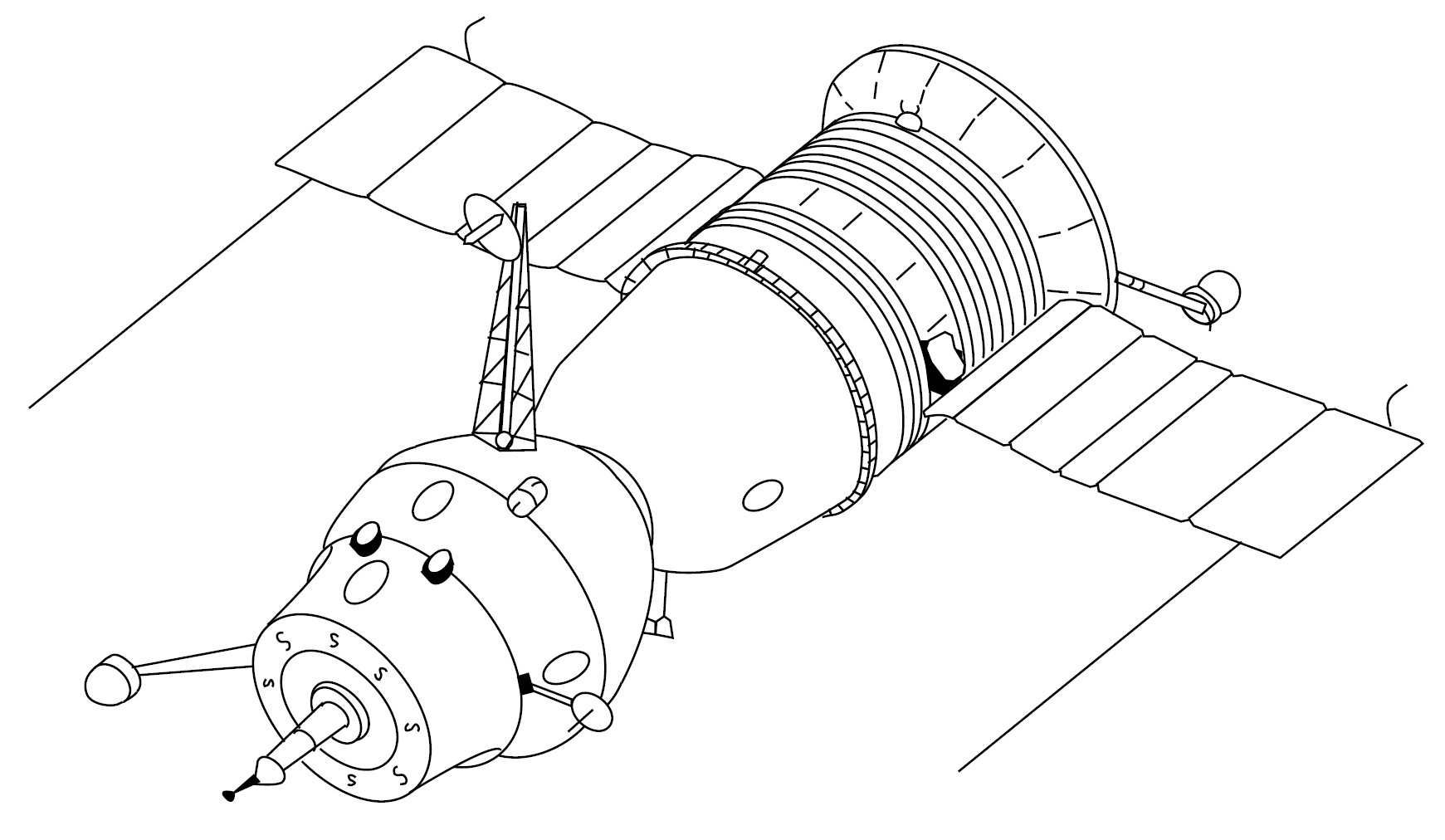
Diagrama de una nave Soyuz 7K-OK.

Cosmos 238 fue una misión no tripulada de una nave Soyuz 7K-OK lanzada el 28 de agosto de 1968 desde el cosmódromo de Baikonur. Fue la última misión de prueba, no tripulada, de una Soyuz 7K-OK, y la misión previa al lanzamiento de la misión tripulada Soyuz 3.
La finalidad de Cosmos 238 fue probar los sistemas mejorados introducidos en la Soyuz tras el desastre de la misión Soyuz 1, que acabó con la vida de su único tripulante.
La Soyuz fue recuperada el 1 de septiembre de 1968.